# Svavar Guðnason
Svavar Guðnason (* 18. November 1909 in Höfn im Hornafjörður, Island; † 25. Juni 1988 in Reykjavík, Island) war ein isländischer Maler und Mitglied der Künstlervereinigung CoBrA. Er war einer der bedeutendsten Maler des isländischen Expressionismus, einer der wenigen isländischen Maler, die international bekannt geworden sind. Er lebte und arbeitete 10 Jahre in Dänemark.

## Leben und Werk
Svavar studierte in den 1930er Jahren an der Akademie von Kopenhagen. 1938 reiste er nach Paris. Dort lernte er Fernand Léger kennen.
Svavar Guðnason lebte während des Zweiten Weltkriegs in Kopenhagen. Von 1944 bis 1949 war er Mitglied der Künstlergruppe Høst und ab 1948 der Künstlervereinigung CoBrA. 1951 kehrte er nach Island zurück.
Treffpunkt einiger Mitglieder der dänischen Høst gruppe war während des Krieges das Haus der Kunstsammlerin Elise Johansen in der Kopenhagener Altstadt.

„Zu ihnen stößt 1940 der isländische Maler Svavar Guðnason, 1909 geboren, der im darauffolgenden Jahr einen sehr dynamischen und farbintensiven abstrakten Malstil entwickelt. Der Isländer Svavar Guðnason […] wechselt in seinen Spätwerken von einem sehr emotionellen Zugang zu verhaltener geometrischer Abstraktion.“